# 12月のベロニカ
『12月のベロニカ』（じゅうにがつのベロニカ）は、貴子潤一郎による日本のライトノベル。イラストはともぞが担当。富士見ファンタジア文庫（富士見書房）より2003年1月に刊行された。第14回ファンタジア長編小説大賞〈大賞〉受賞作。

## ストーリー
クラウディア大陸で信仰を集める女神ファウゼル。その女神の依代がベロニカの巫女である。ベロニカとなった女性はベロニカとなったその日から死ぬまで眠り続ける。不老不死の「ベロニカの騎士」に護られたままで…。
カウセージュの街よりベロニカを連れて脱出したフレイルと十一人のルグナス騎士。彼らは野営の最中、隣国トリゼアの襲撃を受ける。寝込みを襲われたことに加え、数でも劣る危機的な状況に、自身の死とベロニカを奪われることを覚悟するフレイル。だがその時、隻腕の男が現れフレイルたちに加勢する。その男、ハキュリーの活躍でトリゼア兵を撃退することに成功するフレイルたち。だが、仲間の騎士はフレイルを含めて四人にまで減り、騎士団長のバトラーは重傷を負ってしまう。ベロニカはハキュリーにルグナスまでの同行を求めるが、フレイルとライアンは片腕の無いハキュリーに疑念を抱くのだった…。

## 登場人物
フレイル
主人公。ルグナス王国の騎士。子供の時に交わしたベロニカとの約束を果たすためにベロニカの騎士を目指し、栄光の十三人に選ばれる。
ベロニカ
ベロニカの巫女。フレイルとは同郷の幼馴染み。
ライアン
ルグナスの騎士。栄光の十三人の一人。没落した名家ライアン家の末裔。ベロニカの騎士となって家の再興を夢見るも、志半ばで倒れた英雄を祖父に持つ。カウセージュで仲間の騎士を手にかけてしまう。
バトラー
ルグナスの騎士団長。栄光の十三人の一人。バトラー家は代々騎士を輩出した名家。トリゼア兵の襲撃からベロニカを護って奮戦するが重傷を負ってしまう。
アーロン
ルグナスの騎士。栄光の十三人の一人。だがコネで騎士になれたようなもの、というほど剣技も精神的にも未熟。
ハキュリー
隻腕の男。トリゼア兵に襲われているフレイルたちを助け、ルグナスまでの旅に同行することになる。ルグナス騎士団の作法や戒律に詳しく、フレイルに意味深な助言をするなど謎が多い。
マダックス
ルグナスまでの途中にある小さな村に住む老人。元傭兵で、実はトリゼア人 。

## 既刊一覧
- 貴子潤一郎（著）・ともぞ（イラスト） 『12月のベロニカ』 富士見書房〈富士見ファンタジア文庫〉、2003年1月20日発売[1]、ISBN 4-8291-1486-X